# 白岩保
白岩 保（しらいわ たもつ、1935年4月8日-  ）は、日本の経営者。関西ペイント社長、会長を務めた。福島県出身。

## 来歴・人物
1960年に一橋大学商学部を卒業し、同年に関西ペイントに入社した。1991年6月に取締役に就任し、1997年6月に専務を経て、1999年6月には社長に就任した。2002年6月に会長に就任し、2003年6月から相談役を務めた。
2004年4月には藍綬褒章を受章。